# Ságo

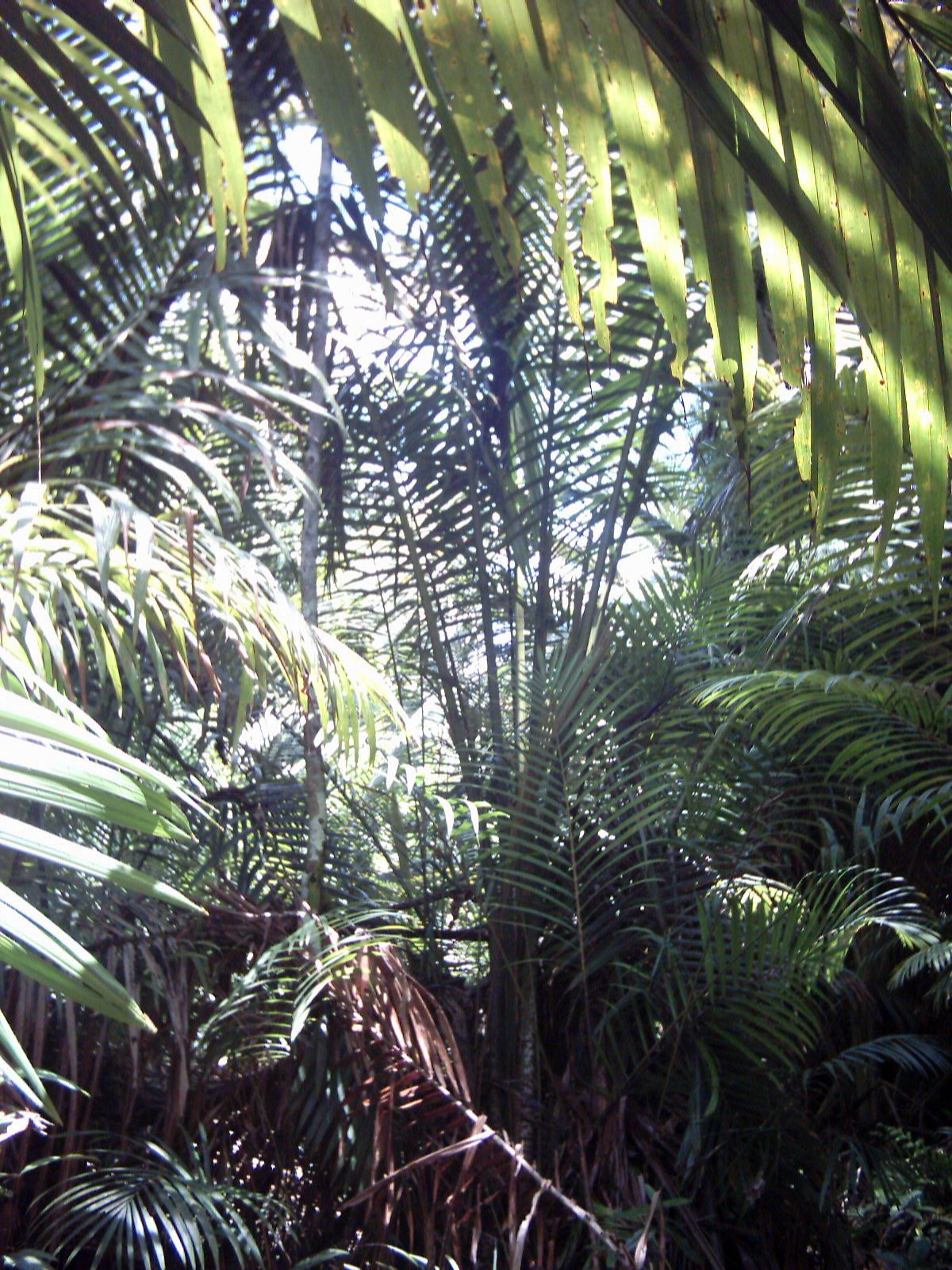
Ságové palmy na Nové Guineji

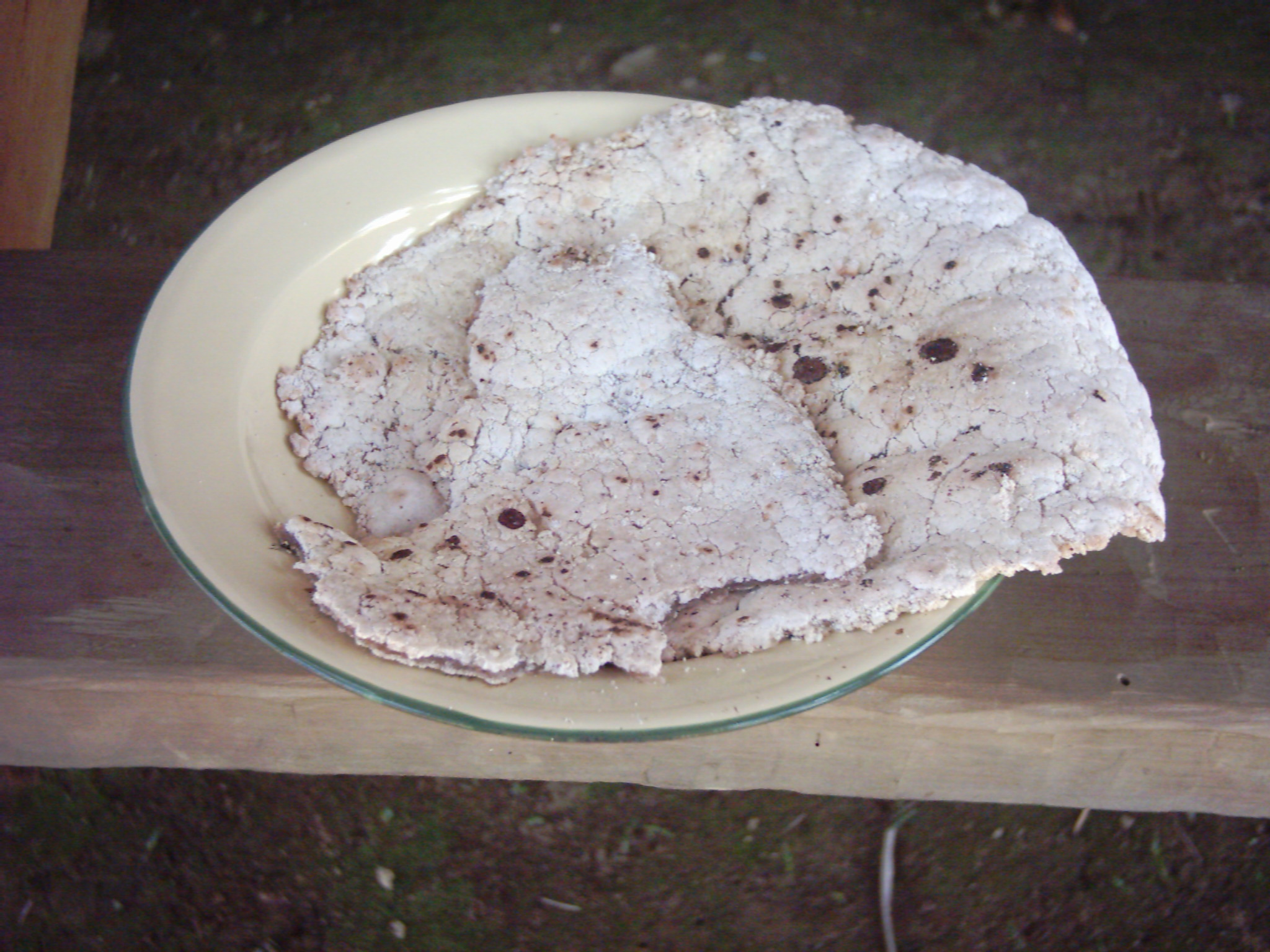
Placka ze sága

Ságo je škrobovitý prášek, který se vyrábí především ze středu kmene ságových palem Metroxylon sagu. Slovo ságo pochází z domorodého názvu sagu pro jídlo. Ságo je základem jídla v nížinách Nové Guiney a na Molukách, kde se často jí v podobě placky s rybou.

## Ságo z cykasů
Cykas japonský bývá v angličtině občas chybně nazýván sago cycad. Z něj i dalších cykasů se vyrábí druh sága, který je od původního sága biologicky i výživně velmi odlišný. Na rozdíl od palem obsahují cykasy několik jedovatých složek, především cycasin a BMAA. Výroba potravin z cykasového sága je nicméně tradicí v řadě zemí. Rodu píchoš (Encephalartos) dokonce daly jméno, znamenající v řečtině „v hlavě je chleba“.